# Maladie des taches grises
La cercosporiose du maïs, ou maladie des taches grises, est une maladie fongique foliaire qui affecte le maïs. Deux espèces de champignons phytopathogènes sont responsables de cette maladie, Cercospora zeae-maydis et Cercospora zeina.
Les symptômes observés sur le maïs sont des lésions, une décoloration (chlorose) et la brûlure des feuilles. 
Le champignon survit dans les débris de la couche arable du sol et infecte les plantes saines grâce à des spores asexuées appelées conidies.
Les conditions environnementales qui favorisent l'infection et la croissance du champignon sont les climats humides et chauds.
Le manque d'aération, un faible ensoleillement, une trop forte densité de plantation, une gestion inadaptée des éléments nutritifs du sol et de l'irrigation, ainsi qu'un mauvais drainage du sol, sont des éléments qui peuvent contribuer à la propagation de la maladie.
Les techniques de gestion de la maladie font appel au choix de variétés résistantes, à la rotation des cultures, à la gestion des résidus de culture, à l'emploi de fongicides et à la maîtrise des mauvaises herbes. Le but de cette gestion est d'empêcher le développement de cycles secondaires de la maladie et d'éviter l'altération du limbe des feuilles avant le stade de formation des grains.
La maladie des taches grises est un élément important qui affecte la production de maïs aux États-Unis particulièrement importante sur le plan économique dans le « Midwest » et le « Mid-Atlantic ». La maladie est également répandue en Afrique, en Amérique centrale, en Chine, en Europe, en Inde, au Mexique, aux Philippines, dans le nord de l'Amérique du Sud et en Asie méridionale.
On suppose que le téléomorphe (phase sexuée) de Cercospora zeae-Maydis est Mycosphaerella sp..

## Hôtes et symptômes

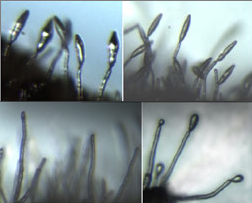
Conidiophores de Cercospora zeae-maydis

Le maïs est l'unique espèce de plantes qui peut être affectée par Cercospora zeae-maydis. 
Il existe deux populations de Cercospora zeae-maydis qui se distinguent par l'analyse moléculaire, le taux de croissance, la répartition géographique et la production de cercosporine (toxine).
Cercospora Zeae-Maydis diffère de Cercospera zeina sp. nov en ce qu'elle a un taux de croissance plus élevé dans les milieux artificiels, la capacité de produire la toxine cercosporine, davantage de conidiophores et des conidies généralement fusiformes.
Cercospera zeina sp. nov affecte les cultures de maïs dans les États de l'est de la Corn Belt et du Mid-Atlantic.
Cercospora Zeae-Maydis se rencontre dans la plupart des régions productrices de maïs de l'ouest du Kentucky, de l'Illinois, l'Indiana, l'Iowa, le Wisconsin, le Missouri, l'Ohio et de l'ouest du Tennessee (Midwest).  Les deux populations provoquent les mêmes symptômes et partagent la même virulence dans la capacité du champignon à envahir son hôte.
Les grandes épidémies de cercosporiose se produisent lorsque les conditions météorologiques favorables sont réunies (voir la section Environnement). Les premiers symptômes de taches grises apparaissent comme de petites taches sombres et humides encerclées par un mince liseré jaune (lésions en formation).
Les tissus situés à l'intérieur des « taches » commencent à mourir lorsque les taches évoluent en devenant des lésions foliaires plus longues et plus étroites. Ces lésions, initialement brunâtres et jaunes, prennent une coloration grise caractéristique qui est due à la production de spores fongiques grises (conidies) à la surface des taches.
Ces symptômes qui sont similaires en forme, taille et décoloration, sont répandus aussi bien sur les feuilles que sur les gaines foliaires.
Sur ces dernières, les lésions ne sont pas entourées d'un liseré jaune, mais plutôt d'un halo violet ou brun foncé.
Cette décoloration marron ou violet foncé sur les gaines foliaires est également caractéristique d'autres maladies du maïs : l'helminthosporiose du sorgho (Exserohilum turcicum), l'helminthosporiose du maïs (due à Bipolaris maydis ou Bipolaris zeicola).
Les lésions mûres de la cercosporiose du maïs sont faciles à diagnostiquer et à différencier de celles des autres maladies. En effet ces lésions à maturité prennent une forme rectangulaire brune et limitée par les nervures. Les nervures foliaires secondaires et tertiaires limitent la largeur des lésions et parfois les lésions individuelles peuvent se combiner pour dessécher des feuilles entières.

## Cycle de la maladie

Cycle biologique de la cercosporiose du maïs.

Cercospora zeae-maydis ne survit qu'en présence de débris de maïs infectés ; c'est toutefois un mauvais compétiteur du sol. 
Les débris subsistant à la surface du sol sont une source d'inoculation primaire qui peut infecter une culture de maïs implantée pendant la saison suivante. 
À partir de la fin du printemps, Cercospora zeae-maydis produit des conidies (spores asexuées) dispersées dans les débris par le vent ou la pluie. Les conidies sont diffusées et finissent par infecter de nouvelles cultures de maïs.
Pour que l'agent pathogène infecte l'hôte, une humidité relative élevée et la présence d'humidité (rosée) sur les feuilles sont nécessaires lors de l'inoculation. 
L'inoculation primaire se produit sur les jeunes feuilles à la base de la plante, là où les conidies peuvent germer à travers la surface des feuilles et pénétrer par les stomates grâce à un organe hyphal aplati, l'appressorium.
Cercospora zeae-maydis est atypique en ce sens que ses conidies peuvent croître et survivre pendant plusieurs jours avant de pénétrer dans les tissus de la plante, contrairement à la plupart des spores qui doivent pénétrer en quelques heures pour assurer leur survie. Une fois que l'infection se produit, les conidies sont produites sur les feuilles  inférieures. 
Si les conditions météorologiques sont favorables (voir la section Environnement), ces conidies servent d'inoculum secondaire sur les feuilles supérieures, ainsi que sur les enveloppes des épis et les gaines foliaires (où elles peuvent aussi hiverner et produire des conidies la saison suivante). 
En outre, le vent et les fortes pluies ont tendance à disperser les conidies pendant plusieurs cycles secondaires vers d'autres parties du champ provoquant de nouveaux cycles secondaires d'infection. 
Si les conditions sont défavorables pour l'inoculation, l'agent pathogène subit un état de dormance pendant la saison d'hiver et se réactive lorsque les conditions favorables à l'inoculation (humidité) réapparaissent la saison suivante. Le champignon hiverne sous forme de stromas (mélanges de tissus végétaux et de mycélium fongique) dans des débris de feuilles, qui donnent lieu à des conidies, futures sources d'inoculation primaire lors du printemps et de l'été suivant.

## Environnement
La maladie des taches grises du maïs se développe à la faveur de périodes longues d'humidité relative élevée (> 2 jours) et d'humidité libre sur les feuilles du fait du brouillard, de la rosée ou d'une faible pluie. En outre, de fortes pluies ont tendance à faciliter la dispersion de l'agent pathogène.
Des températures comprises entre 24 et 35 °C sont également nécessaires. Si la température descend en dessous de 24 °C pendant les périodes humides ou en cas de manque d'humidité sur les feuilles pendant plus de 12 heures de suite, l'étendue de la maladie est considérablement diminuée.
Dans les régions du Midwest et du Mid-Atlantic, les conditions favorables au développement des spores sont réunies pendant les mois du printemps et de l'été.

## Gestion
Pour mieux prévenir et gérer la maladie des taches grises du maïs, une approche globale consiste à  réduire le taux de croissance de la maladie et son expansion. Cela s'obtient en limitant le nombre de cycles secondaires de la maladie et en protégeant les limbes foliaires des dégâts jusqu'à ce que le stade de formation des grains soit atteint. Les facteurs de risque importants de la maladie des taches grises sont au nombre de huit et nécessitent autant de stratégies de gestion spécifiques.
Ces facteurs de risque sont les suivants :
1. hybrides sensibles,
2. monoculture du maïs,
3. date de semis tardive,
4. systèmes de travail minimal du sol,
5. antécédents de maladie grave dans la parcelle,
6. apparition précoce de la maladie (avant la floraison mâle),
7. irrigation,
8. prévisions météo favorables à la maladie.

Cinq stratégies de gestion différentes sont pratiquées, certaines étant plus efficaces que d'autres.

### Variétés résistantes
La meilleure méthode et la plus économique pour réduire les pertes de rendement causées par la cercosporiose du maïs est  l'introduction de variétés de maïs résistantes. Celles-ci peuvent en effet croître dans les zones infectées par la maladie tout en conservant leur résistance.
La maladie n'est toutefois pas complètement éliminée et les variétés résistantes présentent toujours des symptômes de la maladie, cependant, à la fin de la saison de croissance, les rendements sont moins affectés. Les cultivars 'SC 407' se sont avérés comme des variétés courantes résistantes à la maladie des taches grises.
Si l'infection est sévère, ces  variétés peuvent néanmoins exiger l'application de fongicides pour exprimer leur plein potentiel.
Les variétés sensibles ne devraient pas être semées dans les zones précédemment infectées (voir tableau des risques).

### Rotation des cultures
La quantité d'inoculum initiale dans une parcelle donnée peut être réduite en cultivant une autre espèce que le maïs pendant au moins deux ans ; pendant cette période, des méthodes de travail du sol appropriées doivent être effectuées. Un labour de nettoyage et une année de rotation culturale peuvent aussi permettre une réduction significative de la maladie. Toutefois le labour conventionnel, s'il peut permettre de réduire les maladies, peut aussi entraîner une plus grande érosion des sols.

### Gestion des résidus de culture
L'enfouissement des débris de la récolte précédente contribue à réduire la présence de Cercospera zeae-maydis, en effet le champignon présent dans les débris infectés ne peut survivre qu'au-dessus de la surface du sol. Cette technique permet de réduire l'inoculum primaire, mais en aucun cas d'éradiquer la maladie

### Fongicides
Les fongicides, s'ils sont pulvérisés au  début de la saison de culture, avant l'apparition des premiers dégâts, peuvent être efficaces pour réduire l'importance de la maladie.
Six préparations fongicides sont homologuées en Amérique du Nord pour traiter la maladie des taches grises du maïs :
1. Quadris (substance active : azoxystrobine)
2. Headline EC (substance active : pyraclostrobine)
3. Quilt (substance active : azoxystrobine + propiconazole)
4. Proline 480 SC (substance active : prothioconazole)
5. Tilt 250 E, Bumper 418 EC (substance active : propiconazole)

L'utilisation de fongicides peut être coûteuse à la fois sur le plan économique et sur celui de l'environnement, et ne devrait être retenue que sur des variétés sensibles et pour la production de maïs à grande échelle. 
Afin de prévenir l'apparition de résistance aux fongicides chez les champignons, tous les fongicides doivent être utilisés alternativement, en organisant une rotation entre des substances actives ayant des modes d'action différents. 
La pyraclostrobine et l'azoxystrobine sont des fongicides inhibiteurs externes de la quinone (QoI), tandis que le propiconazole et le prothioconazole sont des fongicides inhibiteurs de la déméthylation (DMI).

### Maitrise des mauvaises herbes
L'élimination des mauvaises herbes permet d'augmenter l'aération de la culture au-dessus du sol, et ainsi de diminuer l'humidité relative, ce qui contribue à limiter l'infection aux moments les plus sensibles.

## Importance
Avant 1970, la maladie des taches grises du maïs n'était pas très répandue aux États-Unis, mais elle s'est propagée vers le milieu de la décennie dans les régions de basse montagne de Caroline du Nord, Kentucky, Tennessee et Virginie. Aujourd'hui, la maladie s'est répandue dans le Delaware, l'Illinois, l'Indiana, l'Iowa, le Maryland, le Missouri, l'Ohio, la Pennsylvanie et dans l'ouest du Tennessee.
La maladie des taches grises peut être très dévastatrice, occasionnant des pertes de rendement potentielles qui varient de 3 à 25 q/ha (5 à 40 bushel/acre). 
En cas d'attaques plus graves de la maladie, les pertes peuvent être encore plus importantes. 
Lorsque la faculté d'un plant de maïs à stocker et produire des hydrates de carbone (glucose) dans les grains est diminuée, il en résulte une baisse du rendement. Cela se produit lorsque le champignon Cercospera zeae maydis infecte les tissus foliaires et réduit le pouvoir de photosynthèse de la plante et donc la quantité des sous-produits du processus (dont le glucose).